# Леплейское сельское поселение
Леплейское се́льское поселе́ние — муниципальное образование в Зубово-Полянском районе Мордовии Российской Федерации.
Административный центр — посёлок Леплей.

## История
Статус и границы сельского поселения установлены Законом Республики Мордовия от 7 февраля 2005 года № 12-З «Об установлении границ муниципальных образований Зубово-Полянского муниципального района, Зубово-Полянского муниципального района и наделении их статусом сельского поселения, городского поселения и муниципального района».

## Население
| 2002  | 2010  | 2012  | 2013  | 2014  | 2015  | 2016  |
| ----- | ----- | ----- | ----- | ----- | ----- | ----- |
| 6810  | ↘5393 | ↘5303 | ↘5261 | ↘5202 | ↘5177 | ↗5233 |
| 2017  | 2018  | 2019  | 2020  | 2021  |       |       |
| ↗5264 | ↘5257 | ↘5255 | ↘5240 | ↘3707 |       |       |

## Состав сельского поселения
| № | Населённый пункт | Тип населённого пункта          | Население |
| - | ---------------- | ------------------------------- | --------- |
| 1 | Леплей           | посёлок, административный центр | ↘2562     |
| 2 | Ударный          | посёлок                         | ↘2831     |